# David Seaman
David Andrew Seaman (Rotherham, 19 september 1963) is een Engels voormalig profvoetballer die speelde als doelman. In Engeland wordt hij beschouwd als een van de beste doelmannen aller tijden.

## Biografie
David Seaman begon zijn carrière bij Leeds United, maar werd er nooit voor het eerste elftal geselecteerd. Hij werd in augustus 1982 naar Peterborough United, een club uit de Division 4, getransfereerd voor £4.000,-. Daar wist hij naam te maken en in oktober 1984 volgde een transfer naar Birmingham City, een team uit de Football League Second Division. De club betaalde £100.000,- voor hem. De ploeg promoveerde op het einde van dat seizoen, maar degradeerde opnieuw een jaar later.
Seaman zou echter opnieuw getransfereerd worden, in augustus 1986 ging hij naar Queens Park Rangers. De transfersom bedroeg ditmaal £225.000,-. Hier wist hij naam te maken. Bobby Robson selecteerde Seaman voor een wedstrijd van de Engelse nationale ploeg tegen Saoedi-Arabië in november 1988.
Arsenal begon hierna te hengelen naar de diensten van de doelman. Een eerste poging tot een transfer naar The Gunners mislukte, omdat toenmalige doelman John Lukic een overgang in de omgekeerde richting niet zag zitten. In juni 1990 wist Arsenal Seaman dan toch aan te kopen voor £1.300.000,-, wat destijds de hoogste transfersom was die een Engelse club ooit had betaald voor een doelman. De doelman werd ook geselecteerd voor het wereldkampioenschap in 1990 in Italië, maar hij moest zich terugtrekken wegens een blessure.
Het eerste seizoen dat Seaman bij Arsenal in de basis stond liet hij in achtendertig wedstrijden slechts achttien doelpunten binnen en werden ze onmiddellijk landskampioen. De sterke prestaties van Seaman werden echter niet beloond, want hij werd niet geselecteerd voor het Europees kampioenschap in 1992 in Zweden.
In 1993 won Seaman met Arsenal de FA Cup, de EFL Cup en de Europacup II. Nadat bondscoach Graham Taylor ontslagen was, werd Seaman ook opnieuw opgeroepen voor de Engelse nationale ploeg door de nieuwe bondscoach Terry Venables. Seaman werd onder Venables eerste doelman van de nationale ploeg.
Seaman werd in 1996 bij het Europees kampioenschap in Engeland een bekende naam, doordat hij een belangrijk aandeel had in het bereiken van de halve finale door de Engelse nationale ploeg.
In 1996 werd Arsène Wenger trainer bij Arsenal en ook hij plaatste Seaman onmiddellijk in de basis. In 1998 haalde club de titel en FA Cup binnen. Seaman zou ook in de basis staan op het wereldkampioenschap in 1998 in Frankrijk, waar Engeland in de achtste finale uitgeschakeld werd.
1998/99 was het beste seizoen in Seamans carrière, hij moest slechts zeventien doelpunten incasseren – een clubrecord dat nog steeds stand houdt. Het daaropvolgende seizoen was echter het tegenovergestelde. Door blessures moest Seaman vaak aan de kant blijven en als hij in de basis stond liep het niet zoals het hoorde. Toch werd hij opnieuw geselecteerd voor Europees kampioenschap in 2000 in België en Nederland. Hij speelde slechts twee wedstrijden, want tijdens de opwarming voor de wedstrijd tegen Roemenië raakte hij geblesseerd en werd Engeland uitgeschakeld.
In het seizoen 2001/02 won Seaman opnieuw de dubbel (landstitel en FA Cup) met Arsenal, maar hij had door blessures hierin een kleiner aandeel dan in de vorige dubbels. Hij werd echter wel opnieuw geselecteerd voor wereldkampioenschap in 2002 in Japan, waar hij alle wedstrijden speelde totdat Engeland uitgeschakeld werd in de kwartfinales.
Bondscoach Sven-Göran Eriksson had echter de nodige kritiek op zijn prestaties en ook Arsène Wenger begon Jens Lehmann steeds meer uit te spelen als eerste doelman doordat Seaman erg vaak geblesseerd was. Seaman mocht echter steeds starten als hij uit blessure terugkwam. Hij zou in het seizoen 2002/03 zijn laatste prijs met Arsenal pakken: de FA Cup.
Op het eind van het seizoen vertrok Seaman naar Manchester City, waar hij in januari 2004 zijn onmiddellijke afscheid aankondigde door een hardnekkige schouderblessure.

## Interlands
Seaman speelde vijfenzeventig interlands voor Engeland. Hij maakte zijn debuut op 16 november 1988 in de vriendschappelijke interland tegen Saoedi-Arabië, die eindigde in een 1–1 gelijkspel.

## Carrière

### Statistieken
| seizoen | club                | land     | competitie      | duels | goals |
| ------- | ------------------- | -------- | --------------- | ----- | ----- |
| 1981/82 | Leeds United        | Engeland | First Division  | 0     | 0     |
| 1982/83 | Peterborough United | Engeland | Fourth Division | 38    | 0     |
| 1983/84 | Peterborough United | Engeland | Fourth Division | 45    | 0     |
| 1984/85 | Peterborough United | Engeland | Fourth Division | 8     | 0     |
| 1984/85 | Birmingham City     | Engeland | Second Division | 33    | 0     |
| 1985/86 | Birmingham City     | Engeland | First Division  | 42    | 0     |
| 1986/87 | Queens Park Rangers | Engeland | First Division  | 41    | 0     |
| 1987/88 | Queens Park Rangers | Engeland | First Division  | 32    | 0     |
| 1988/89 | Queens Park Rangers | Engeland | First Division  | 35    | 0     |
| 1989/90 | Queens Park Rangers | Engeland | First Division  | 33    | 0     |
| 1990/91 | Arsenal             | Engeland | First Division  | 38    | 0     |
| 1991/92 | Arsenal             | Engeland | First Division  | 42    | 0     |
| 1992/93 | Arsenal             | Engeland | Premier League  | 39    | 0     |
| 1993/94 | Arsenal             | Engeland | Premier League  | 39    | 0     |
| 1994/95 | Arsenal             | Engeland | Premier League  | 31    | 0     |
| 1995/96 | Arsenal             | Engeland | Premier League  | 38    | 0     |
| 1996/97 | Arsenal             | Engeland | Premier League  | 22    | 0     |
| 1997/98 | Arsenal             | Engeland | Premier League  | 31    | 0     |
| 1998/99 | Arsenal             | Engeland | Premier League  | 32    | 0     |
| 1999/00 | Arsenal             | Engeland | Premier League  | 24    | 0     |
| 2000/01 | Arsenal             | Engeland | Premier League  | 24    | 0     |
| 2001/02 | Arsenal             | Engeland | Premier League  | 17    | 0     |
| 2002/03 | Arsenal             | Engeland | Premier League  | 28    | 0     |
| 2003/04 | Manchester City     | Engeland | Premier League  | 19    | 0     |

## Erelijst
Arsenal
- Football League First Division: 1990/91
- Premier League: 1997/98, 2001/02
- FA Cup: 1992/93, 1997/98, 2001/02, 2002/03
- Football League Cup: 1992/93
- FA Charity Shield/Community Shield: 1991 (gedeeld), 1998, 2002
- European Cup Winners Cup: 1993/94

Individueel
- Premier League Player of the Month: april 1995
- UEFA Europees Kampioenschap Team van het Toernooi: 1996
- PFA Team of the Year: Premier League-seizoen 1996/97
- Premier League 10 Seasons Awards (1992–2002):
  - Domestic Team of the Decade
  - Goalkeeper with most clean sheets (130)